# Sierra Madre (Kalifornija)
Sierra Madre je grad u američkoj saveznoj državi Kalifornija. Prema popisu stanovništva iz 2010. u njemu je živjelo 10.917 stanovnika.